# Langues au Monténégro
La langue officielle au Monténégro est le monténégrin comme précisé par la constitution de 2007. En 2011, la majorité de la population déclarait que le serbe était leur langue maternelle tandis que 37 % des habitants utilisait le terme monténégrin. Linguistiquement, il s'agit de la même langue, un dialecte du serbo-croate, mais une forme naissante standardisée du monténégrin est en cours de normalisation.

## Dénominations
Du point de vue strictement linguistique, on parle principalement cinq langues au Monténégro :
- Le chtokavien méridional : 94,38 % ;
- L'albanais : 5,26 % ;
- L'italien : 0,36 % de langue maternelle, mais parlé par entre 10 % et 15 % de la population en seconde langue. Les chaines de la télévision italiennes sont, comme en Albanie, très regardées au Monténégro ;
- L'anglais : langue d'enseignement, très présente chez les plus jeunes et l'élite économique ;
- L'allemand : de nombreux Monténégrins travaillent ou ont travaillé en Allemagne et en Autriche ; la langue est très prisée dans le secteur du tourisme et elle est présente chez les plus jeunes.Réf. nécessaire

Du point de vue politique, le chtokavien méridional, qui fait partie du parler la variante iékavienne du serbo-croate, lui-même partie des langues slaves méridionales, est enregistré sous trois dénominations :
- Serbe : de 31,99 à 63,5 %  ;
- Monténégrin : 21,53 % à 43,16 (le monténégrin est écrit en utilisant l'alphabet latin ou l'alphabet cyrillique mais il y a une volonté politique croissante de n'utiliser que l'alphabet latin) ;
- Bosnien : 5,5 %[1].

Les langues minoritaires reconnues sont l'albanais (officiel dans la municipalité de Ulcinj), le bosnien et le croate. En outre, il reste quelques centaines d'Italiens au Monténégro, principalement dans la Baie de Kotor (Bocca di Cattaro).

## Langues minoritaires

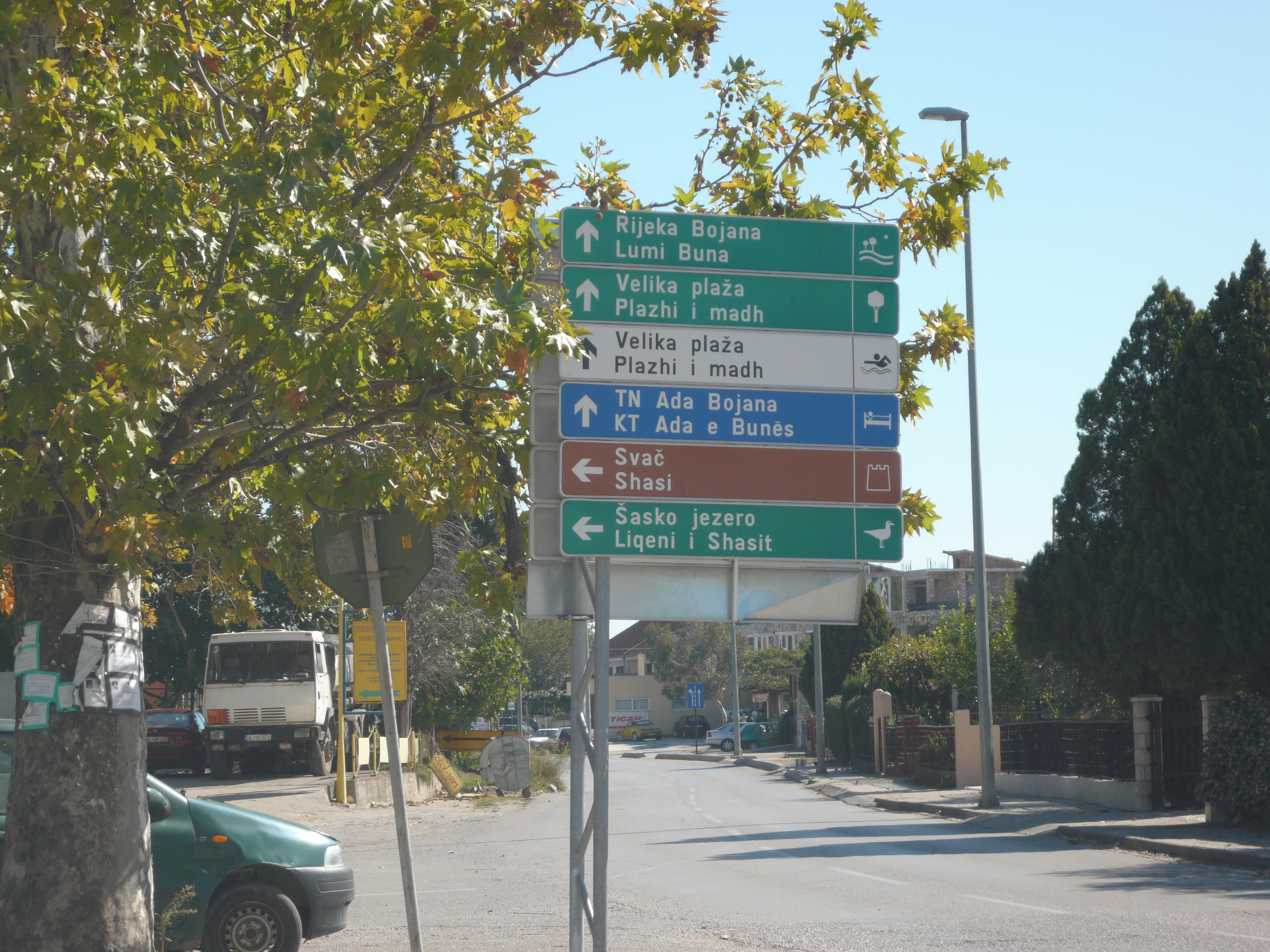
Panneaux de signalisation bilingues à Ulcinj.

La Charte européenne des langues régionales ou minoritaires est entrée en vigueur en juin 2006 au Monténégro, faisant suite à l'indépendance du Monténégro vis-à-vis de la Communauté d'États de Serbie-et-Monténégro le 3 juin 2006. La constitution du Monténégro de 2007 déclare que le monténégrin est la langue officielle du pays, tandis que le bosnien, le croate, le serbe et l'albanais sont des langues d'usage officiel localement.
La constitution dispose que les langues d'usage officiel sont celles qui sont utilisées par des groupes constituant au moins 1 % de la population, sur la base du recensement de la population de 2003. La loi sur les minorités nationales précise que le pourcentage de membres des minorités nationales dans la population totale sous la direction du gouvernement local devrait être de 15 % pour que leur langue et leur écriture entre en usage officiel. Les médias émis par le gouvernement monténégrin sont obligés de diffuser les nouvelles, les programmes culturels, éducatifs, sportifs et de divertissement dans les langues minoritaires. Les minorités ont le droit à l'éducation dans leur langue aussi bien dans la formation classique que professionnelle.